# Agamospermie

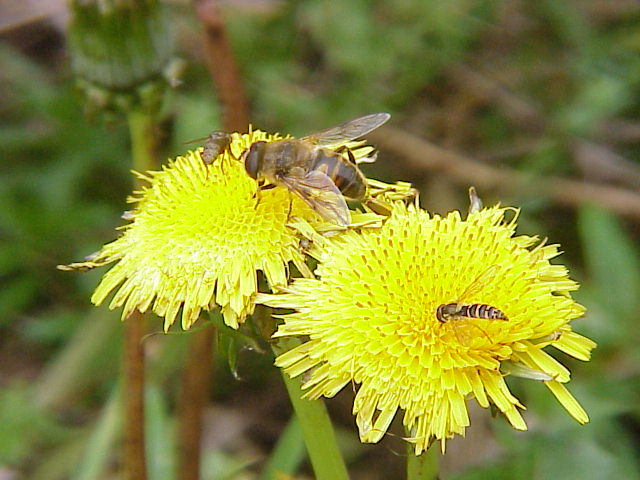
Même si ce pissenlit (du genre Taraxacum) est séduisant à la vue et fertile, et qu'il attire les abeilles, cela ne lui est pas nécessaire car il forme des graines sans avoir besoin d'une fécondation.

Le terme Agamospermie désigne la formation de graines sans processus sexuel. Il s'agit par conséquent d'une forme d'apomixie (reproduction asexuée). Lorsqu'une pollinisation est nécessaire comme déclencheur, alors on parle de pseudogamie.
Les organismes filles qui en résultent sont, de par la fécondation manquante, d'autres individus génétiquement identiques avec la plante mère (clone).
L'agamospermie est connue au moins dans 34 familles de plantes comme les Rosaceae (Alchémille commune, Ronce commune etc.), les Asteraceae (Hieracium) et les Poaceae (Pâturin).
On distingue l'agamospermie sporophyte de l'agamospermie gamétophyte qui elle-même est partagée entre aposporie et diplosporie.

## Agamospermie sporophytique
L'agamospermie sporophytique correspond à la formation de l'embryon par mitose de cellules somatiques du sporophyte, le passage par un gamétophyte et par la fécondation sont évités. Ce type de reproduction est facultatif et peut se produire parallèlement à la formation de graines par voie sexuelle. Dans le genre Citrus on constate par exemple une polyembryonisation, dans laquelle on peut trouver plusieurs embryons par graine, certains sexuels, d'autres asexuels.
D'autres exemples seraient par exemple les espèces Opuntia (Cactaceae) et le Nigritella, une Orchidaceae.

## Agamospermie gamétophytique
L'embryon se développe via un gamétophyte (sac embryonnaire) formé :
- par mitose à partir d'une cellule diploïde somatique du sporophyte (aposporie) ou
- par mitose ou méiose modifiée (apoméiose ou améiose[2]) à partir d'une cellule germinale (diplosporie).

Dans cette agamospermie, le développement de l'embryon est indépendant de la fécondation, tandis que la formation de l'albumen peut ou pas nécessiter une fécondation.
Le développement d'un sac embryonnaire apoméiotique est sous-divisé en 2 types: Aposporie et Diplosporie.

### Aposporie
Le gamétophyte diploïde est produit par mitose de cellules somatiques du sporophyte, ce phénomène est généralement déclenché par la pollinisation (pseudogamie). Ce type de reproduction est présent chez les Poacées.

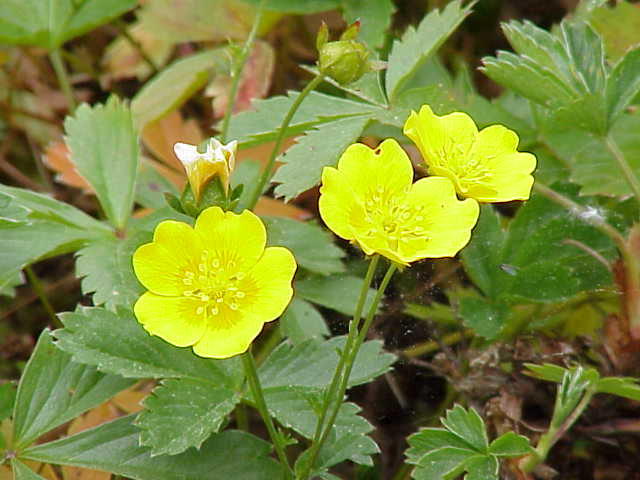
La Potentille dorée (Potentilla aurea) peut également se reproduire par semence sans qu'un seul ovule ne soit fécondé.

### Diplosporie
Le gamétophyte est produit par une mitose ou par une méiose modifiée à partir de cellules germinales. Contrairement à l'aposporie, la diplosporie n'est généralement pas déclenchée par une pollinisation, donc non pseudogame.
La diplosporie se retrouve avant tout chez les Asteraceae, comme dans les genres Taraxacum, Antennaria ou Hieracium.